# جزیره فارسی

نقشه حمل و نقل استان بوشهر

جزیرهٔ فارسی از جزیره‌های استان بوشهر در خلیج فارس است. این جزیره حد فاصل مرز دریایی بین ایران و عربستان بوده و از دید موقعیت، آخرین جزیره ایرانی است و در پیرامون آن تأسیسات نفتی حضور فعال دارند. در نزدیکی آن، جزیره عربی از عربستان وجود دارد.

## موقعیت و طبیعت

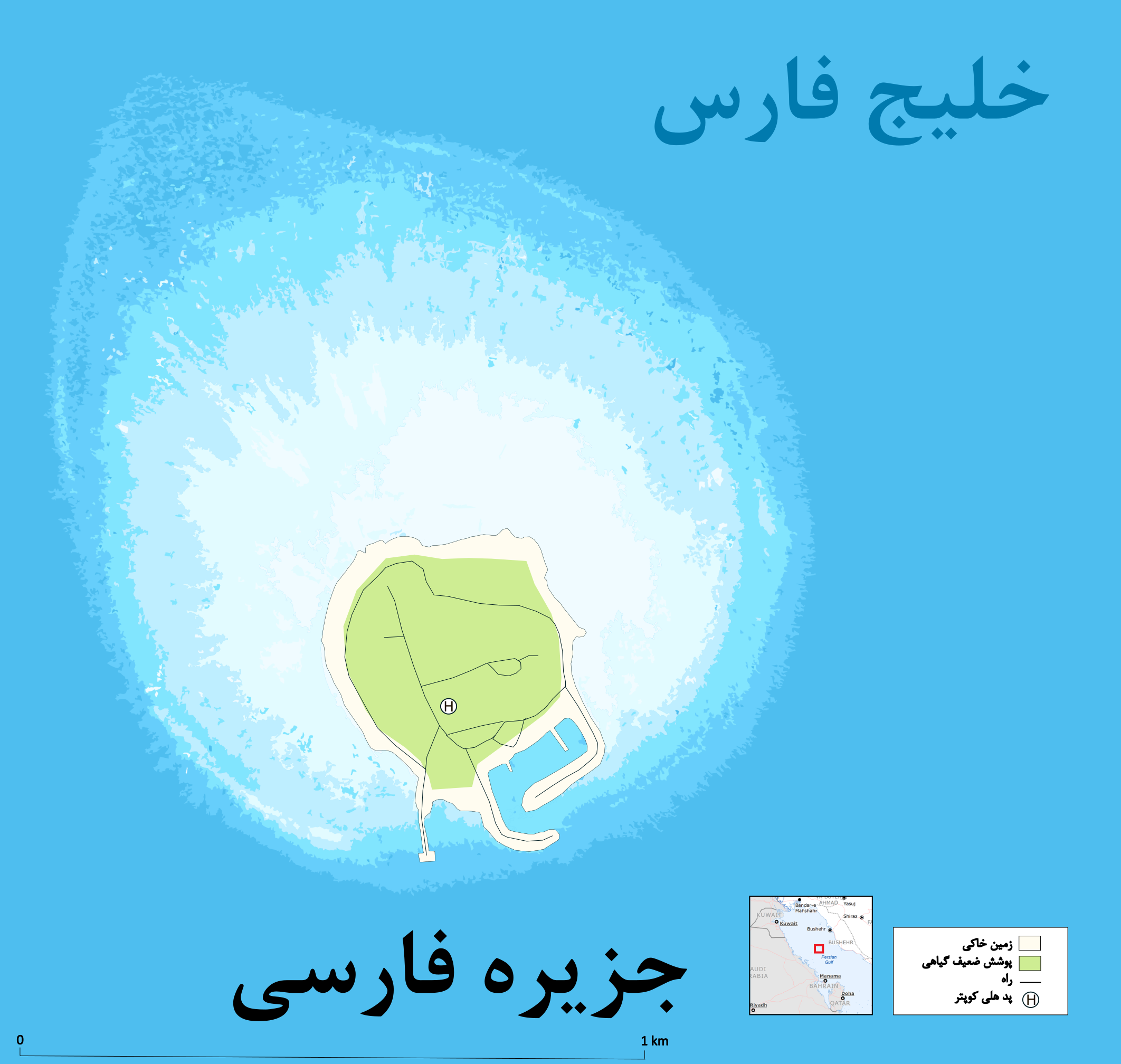
نقشه جزیره فارسی که توسط اطلاعات ماهواره ای رسم شده‌است

جزیرهٔ فارسی در فاصلهٔ ۱۰۰ کیلومتری خاک ایران، یعنی جنوب‌غربی جزیرهٔ خارک قرار گرفته و به‌طور تقریبی طول جزیره ۱٬۴۰۰ متر و عرض آن ۷۰۰ متر است. مساحت جزیره ۰٫۲۵ کیلومتر مربع است که حدوداً معادل ۲۵ زمین فوتبال می‌شود(زمین فوتبال ۱۲۵*۸۵ مترمربع). نزدیک‌ترین جزیره به این جزیره، جزیرهٔ عربی است که گستردگی آن از فارسی کمتر است. جزیرهٔ فارسی تنها نقطهٔ برون مرزی و دورترین نقطهٔ جغرافیایی ایران محسوب شده‌است. جزیرهٔ فارسی زیرنظر استانداری بوشهر اداره می‌شود.
نمونه‌های جانوری خاصی از ردهٔ حشرات و شاخهٔ بندپایان در این جزیره احتمالاً وجود دارند که هنوز به‌طور علمی شناسایی نشده‌اند. همچنین این جزیره دارای ساحلی به طول ۱٫۵ کیلومتر می‌باشد.

## اهمیت
جزیرهٔ فارسی از دید منابع نفتی غنی است و هم‌اکنون در حوضهٔ پیرامون این جزیره چاه‌های نفت و به ویژه گاز کشف و در حال بهره‌برداری هستند. جزیرهٔ فارسی موقعیتی بکر داشته به طوری که در حال حاضر استانداریِ بوشهر اجازه ورود هر کسی را به این جزیره نمی‌دهد. نمونه‌های جانوری ویژه ای از ردهٔ حشرات و شاخهٔ بندپایان در این جزیره احتمالاً وجود دارند که هنوز به‌طور علمی شناسایی نشده‌اند.

این جزیره افزون بر اهمیت سیاسی، اقتصادی (داشتن منابع غنی نفت و گاز) و موقعیت گردشگری دریایی دارای اهمیت نظامی است. موقعیت جغرافیایی جزیرهٔ فارسی باعث شده ناوگان پنجم نیروی دریایی آمریکا مستقر در بحرین، برای خروج از خلیج فارس به ناچار از بین دالان جزیرهٔ فارسی و ابوموسی گذر نمایند. افزون بر این، این جزیره به دلیل قرارگیری در مرکز خلیج فارس نقش مهمی در کنترل مسیر رفت و آمد کشتی‌ها به مقصد مناطق غرب و جنوب‌غرب خلیج فارس بازی می‌نماید. جزیرهٔ فارسی در زمان جنگ نفتکش‌ها موقعیت مناسبی را در خارج از تنگهٔ هرمز برای مقابله به مثل در اختیار ایران می‌گذاشت و همچنین در درازای جنگ به عنوان یک رصدکننده قوی خطوط مواصلاتی حاشیهٔ جنوبی خلیج فارس داشت.

## فاصله
کمترین فاصله این جزیره تا خشکی که توسط اطلاعات ماهواره ای اندازه‌گیری شده تا دو روستای ساحلی کری و کلات شهرستان تنگستان می‌باشد. نزدیکترین جزیره به این جزیره نیز جزیره عربی می‌باشد. نزدیکترین نقطه خشکی از جهت دیگر خلیج فارس، بندر راس الخیر عربستان سعودی می‌باشد. اطلاعات بصورت جدول در زیر قرار داده شده‌است.
| فاصله مستقیم تا                | فاصله به کیلومتر |
| ------------------------------ | ---------------- |
| بوشهر                          | ۱۲۵              |
| روستای کری و کلات              | ۱۰۶              |
| تهران                          | ۸۶۳              |
| جزیره عربی                     | ۲۴               |
| (شهر) بندر راس الخیر (عربستان) | ۱۰۳              |

## آب و هوا
| داده‌های اقلیم جزیره فارسی | داده‌های اقلیم جزیره فارسی | داده‌های اقلیم جزیره فارسی | داده‌های اقلیم جزیره فارسی | داده‌های اقلیم جزیره فارسی | داده‌های اقلیم جزیره فارسی | داده‌های اقلیم جزیره فارسی | داده‌های اقلیم جزیره فارسی | داده‌های اقلیم جزیره فارسی | داده‌های اقلیم جزیره فارسی | داده‌های اقلیم جزیره فارسی | داده‌های اقلیم جزیره فارسی | داده‌های اقلیم جزیره فارسی | داده‌های اقلیم جزیره فارسی |
| ماه                       | ژانویه                    | فوریه                     | مارس                      | آوریل                     | مه                        | ژوئن                      | ژوئیه                     | اوت                       | سپتامبر                   | اکتبر                     | نوامبر                    | دسامبر                    | سال                       |
| ------------------------- | ------------------------- | ------------------------- | ------------------------- | ------------------------- | ------------------------- | ------------------------- | ------------------------- | ------------------------- | ------------------------- | ------------------------- | ------------------------- | ------------------------- | ------------------------- |
| میانگین بیش‌ترین °C (°F)   | ۲۲ (۷۲)                   | ۲۴ (۷۵)                   | ۲۸ (۸۲)                   | ۳۵ (۹۵)                   | ۴۱ (۱۰۶)                  | ۴۴ (۱۱۱)                  | ۴۵ (۱۱۳)                  | ۴۵ (۱۱۳)                  | ۴۲ (۱۰۸)                  | ۳۷ (۹۹)                   | ۳۰ (۸۶)                   | ۲۴ (۷۵)                   | ۳۴٫۸ (۹۴٫۶)               |
| میانگین کم‌ترین °C (°F)    | ۱۰ (۵۰)                   | ۱۰ (۵۰)                   | ۱۳ (۵۵)                   | ۱۹ (۶۶)                   | ۲۳ (۷۳)                   | ۲۴ (۷۵)                   | ۲۶ (۷۹)                   | ۲۶ (۷۹)                   | ۲۳ (۷۳)                   | ۲۰ (۶۸)                   | ۱۶ (۶۱)                   | ۱۲ (۵۴)                   | ۱۸٫۵ (۶۵٫۳)               |
| بارندگی میلی‌متر (اینچ)    | ۱۴ (۰٫۵۵)                 | ۷ (۰٫۲۸)                  | ۱۳ (۰٫۵۱)                 | ۱۰ (۰٫۳۹)                 | ۳ (۰٫۱۲)                  | ۰ (۰)                     | ۰ (۰)                     | ۰ (۰)                     | ۰ (۰)                     | ۳ (۰٫۱۲)                  | ۱۱ (۰٫۴۳)                 | ۱۵ (۰٫۵۹)                 | ۷۶ (۲٫۹۹)                 |
| میانگین روزهای بارانی     | ۴٫۷                       | ۳                         | ۳٫۱                       | ۲٫۶                       | ۱                         | ۰٫۱                       | ۰٫۱                       | ۰                         | ۰                         | ۰٫۵                       | ۱٫۹                       | ۳٫۸                       | ۲۰٫۸                      |
| درصد رطوبت                | ۷۶                        | ۷۲                        | ۶۹                        | ۶۴                        | ۵۹                        | ۶۴                        | ۶۸                        | ۷۱                        | ۶۸                        | ۶۷                        | ۶۴                        | ۵۴                        | ۶۶٫۳                      |
| منبع: منابع و             |                           |                           |                           |                           |                           |                           |                           |                           |                           |                           |                           |                           |                           |

## رویدادها
حاکمیت ایران بر جزیره فارسی و عربستان برای جزیره عربی در موافقت‌نامه ۱۹ آبان ۱۳۴۷ بین دولت شاهنشاهی ایران پهلوی و دولت‌پادشاهی عربستان سعودی به رسمیت شناخته شد.
در پی ورود غیرقانونی و غیرمجاز دو فروند شناور رزمی آمریکایی به آب‌های سرزمینی ایران در خلیج فارس و در حوالی جزیرهٔ فارسی در حدود ساعت ۲۱ روز سه‌شنبه ۲۲ دی ۱۳۹۴ این شناورها پس از تمکین از اخطار شناورهای رزمی نیروی دریایی سپاه متوقف و سرنشینان آن که ۹ تفنگدار مرد و یک تفنگدار زن بودند، دستگیر شدند. یک روز بعد، در روز ۲۳ دی با قطعیت غیرعمدی بودن ورود غیرقانونی و غیرمجاز شناورهای رزمی آمریکایی به آب‌های سرزمینی ایران، تفنگداران دستگیر شده در آب‌های بین‌المللی، رها شدند.